# Bogdan Olechnowicz
Bogdan Olechnowicz (ur. 23 maja 1967 w Olsztynie) – z wykształcenia teolog i psycholog. Pastor chrześcijańskiej wspólnoty „Górna Izba” w Gorzowie Wielkopolskim, jeden z liderów ruchu modlitewnego „Polska 24”, założyciel Fundacji „Przebaczenie i Pojednanie”, duchowy opiekun chóru TGD.

## Kariera duchownego
W roku 1993 ukończył Chrześcijańską Akademię Teologiczną w Warszawie. Studiował również w Szkole Wyższej Psychologii Społecznej w Poznaniu na kierunku Psychologia Kliniczna. Po ukończeniu CHAT-u miał pracować we Wrocławiu w zborze na Miłej, ale starsi zboru nie poparli wniosku pastora. Nieoczekiwanie Marian Biernacki zrezygnował z pastorstwa w Gorzowie Wielkopolskim i funkcję tę zaproponowano Olechnowiczowi. Zaproponowano mu pastorstwo w Gorzowie Wielkopolskim.
Był jedną z pierwszych osób w Polsce, która przyjęła podstawowe tezy ruchu wstawienników, a następnie je propagował. Stał się liderem tego ruchu, wspieranego przez kaznodziejkę z Meksyku, Anę Mendes. W końcu 1998 roku powstał ruch „Wstawiennicy za Polskę” (teraz „Polska dla Jezusa”), który był częścią nieformalnej międzynarodowej grupy pastorów należącej do pentekostalnego „Ruchu Trzeciej Fali”. Olechnowicz był jednym z działaczy tego ruchu.
2 marca 2002 roku podjął decyzję o opuszczeniu struktur Kościoła Zielonoświątkowego i przystąpił do Kościoła Bożego w Chrystusie. Jako powód podaje centralizację i episkopalizację Kościoła Zielonoświątkowego, według niego przywództwo zborów oraz wierni mają coraz mniejszy wpływ na kluczowe decyzje dotyczące ich .
Od roku 2002 jest pastorem Chrześcijańskiej Wspólnoty „Górna Izba” (Kościół Boży w Chrystusie) w Gorzowie Wielkopolskim. Jest jednym z liderów ruchu „Polska dla Jezusa” (obok pastorów Nędzusiaka, Rycharskiego, Ziemby).

## Poglądy
Uważa, że bezrefleksyjna antykatolickość, właściwa dla niektórych protestantów, wynika z kompleksów i poczucia zagrożenia. W książce Wzgardzeni czy wybrani zapowiedział, że Polska odegra szczególną rolę w nadchodzącym przebudzeniu.
Jego książka Pokorni odziedziczą ziemię doczekała się trzech wydań (trzecie w 2009 roku). Przedmowę do tej książki napisała Hanna Gronkiewicz-Waltz.
Jego kazania cieszą się wielką popularnością, czego dowodzi np. artykuł Tomasza Terlikowskiego w kwartalniku Fronda, poświęcony kazaniu z 18 września 2010 wygłoszonego na Konferencji Krajowej Ruchu Polska dla Jezusa .

## Publikacje
- Pokorni odziedziczą ziemię. Wrocław: Aetos, 2002. ISBN 978-83-911339-8-9. Brak numerów stron w książce
- Wzgardzeni czy wybrani. Gorzów Wlkp.: Wydawnictwo W Wyłomie, 2006. ISBN 8389634-21-X. Brak numerów stron w książce
- Pokolenie 24. Ustroń: Chrześcijańska Fundacja Życie i Misja, 2010. Brak numerów stron w książce